# Eolambia
Eolambia is een geslacht van plantenetende ornithischische dinosauriërs, behorend tot de groep van de Euornithopoda, dat tijdens het late Krijt leefde in het gebied van het huidige Noord-Amerika.

## Vondst en naamgeving
In 1992 vond Carole Jones, de echtgenote van radioloog Ramal D. Jones, nabij Castle Dale in Emery County, Utah, samen met haar man op de San Rafael Swell Anticline een vindplaats van dinosauriërfossielen die de Carol Quarry gedoopt zou worden, waarbij dus haar voornaam fout gespeld werd. Onder de fossielen bevonden zich ook resten van een euronithopode die in 1994 gemeld werden door paleontoloog James Ian Kirkland. In 1998 werden die door hem benoemd als de typesoort Eolambia caroljonesa. De geslachtsnaam verbindt het Klassiek Griekse ἠώς, eoos, "dageraad", met een verwijzing naar de Lambeosaurinae, daar Kirkland dacht dat de soort een voorloper van deze laatste groep zou zijn. De soortaanduiding eert Carole Jones, nog steeds in de onjuiste spelling. Een eigenaardigheid is dat van haar naam een bijvoeglijk naamwoord gemaakt is in plaats van het gebruikelijke genitief wat "caroljonesae" had opgeleverd. De soort werd eerder informeel aangeduid met "Eohadrosaurus caroljonesi". De nieuwe naam was een suggestie van Michael Skrepnick.
Het holotype, CEUM 9758, is gevonden in lagen van de Mussentuchitafzetting van de Cedar Mountain Formation die vermoedelijk dateren uit het vroege Cenomanien, ongeveer 98,5 miljoen jaar oud, hoewel ook een datering in het late Albien verondersteld is. Het bestaat uit een gedeeltelijke schedel. Daarnaast zijn, mede op een tweede vindplaats, nog skeletresten van minstens elf volwassen en jonge dieren gevonden samen met eieren waarin zelfs embryo's zijn aangetroffen. De paratypen zijn CEUM 5212, CEUM 27749 en CEUM 24389. Toegewezen specimina betreffen OMNH 28919, OMNH 28511, OMNH 27749 en OMNH 04202. De meeste skeletelementen zijn nu bekend. De jonge dieren vertegenwoordigen een volledige groeireeks.

## Beschrijving
De schedel heeft een lengte van ongeveer een meter en Kirkland leidde daar oorspronkelijk uit af dat Eolambia een nogal grote euornithopode was met een lichaamslengte van negen meter. Later begreep men dat de kop vrij lang was in relatie tot het lichaam. Gregory S. Paul schatte in 2010 de lengte op zes meter, het gewicht op één ton.
De schedel is vrij plat en mist een groot hiaat tussen de bovenste tandrij en de snavel. De bovensnavel loopt niet heel ver onder het niveau van de tandrij door en is schuin naar boven toe afgesneden. De maxilla van de bovenkaak, die een zijrichel toont, heeft minstens drieëndertig tandposities met daarin een volledig gevormde generatie vervangingstanden. De onderkaak is vooraan tamelijk hoog. Het bekken is vrij basaal van vorm, zonder de kenmerken van de Lambeosaurinae en ook de voorpoten hebben niet de zeer slanke bouw van die groep maar zijn, hoewel lang, juist erg robuust. Verdere basale kenmerken zijn het bezit van zeven sacrale wervels, een niet sterk verbrede processus coronoides op de onderkaak en grote kartelingen op de tanden. Wel lambeosaurine doet de vorm van de staartbasis aan, die voorzien is van hoge doornuitsteeksels en het feit dat het neusgat geheel omsloten wordt door de praemaxilla die verder geen opening heeft.
Kenneth Carpenter beschreef in 2010 het darmbeen. Dit heeft een hoog blad waaronder een driehoekig achterblad met een zijrichel maar zonder uitsteeksel aan de zijkant. Het voorblad buigt scherp omlaag. Het aanhangsel voor het zitbeen is basaal van bouw, zonder verbreding bovenaan waar het overgaat in het blad.

## Fylogenie
Kirkland plaatste Eolambia oorspronkelijk, gebruik makend van de kwalitatieve vergelijkende methode, in de Hadrosauridae en daarbinnen, zij het onder voorbehoud, in de Lambeosaurinae. Latere exacte kwantitatieve berekeningen, kladistische analyses, toonden echter dat de soort basaal in de Hadrosauroidea geplaatst was, volgens een analyse uit 2001 als een nauwe verwant van Probactrosaurus.